# Saurogobio dumerili
 Saurogobio dumerili és una espècie de peix cipriniforme de la família dels ciprínids que es troba a la Xina.